# Euphorbia trichadenia
Euphorbia trichadenia är en törelväxtart som beskrevs av Ferdinand Albin Pax. Euphorbia trichadenia ingår i släktet törlar, och familjen törelväxter.

## Underarter
Arten delas in i följande underarter:
- E. t. gibbsiae
- E. t. trichadenia

## Bildgalleri

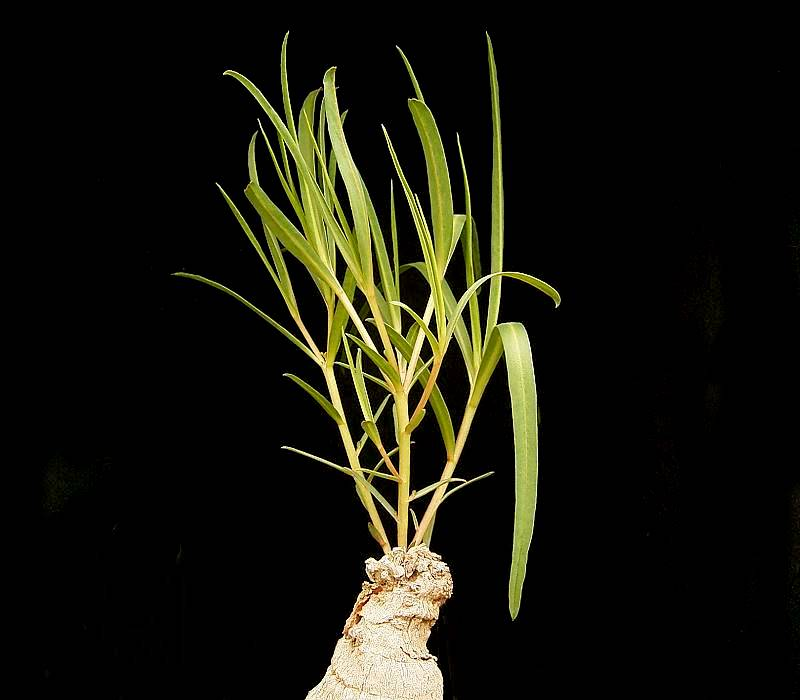